# Strzelino

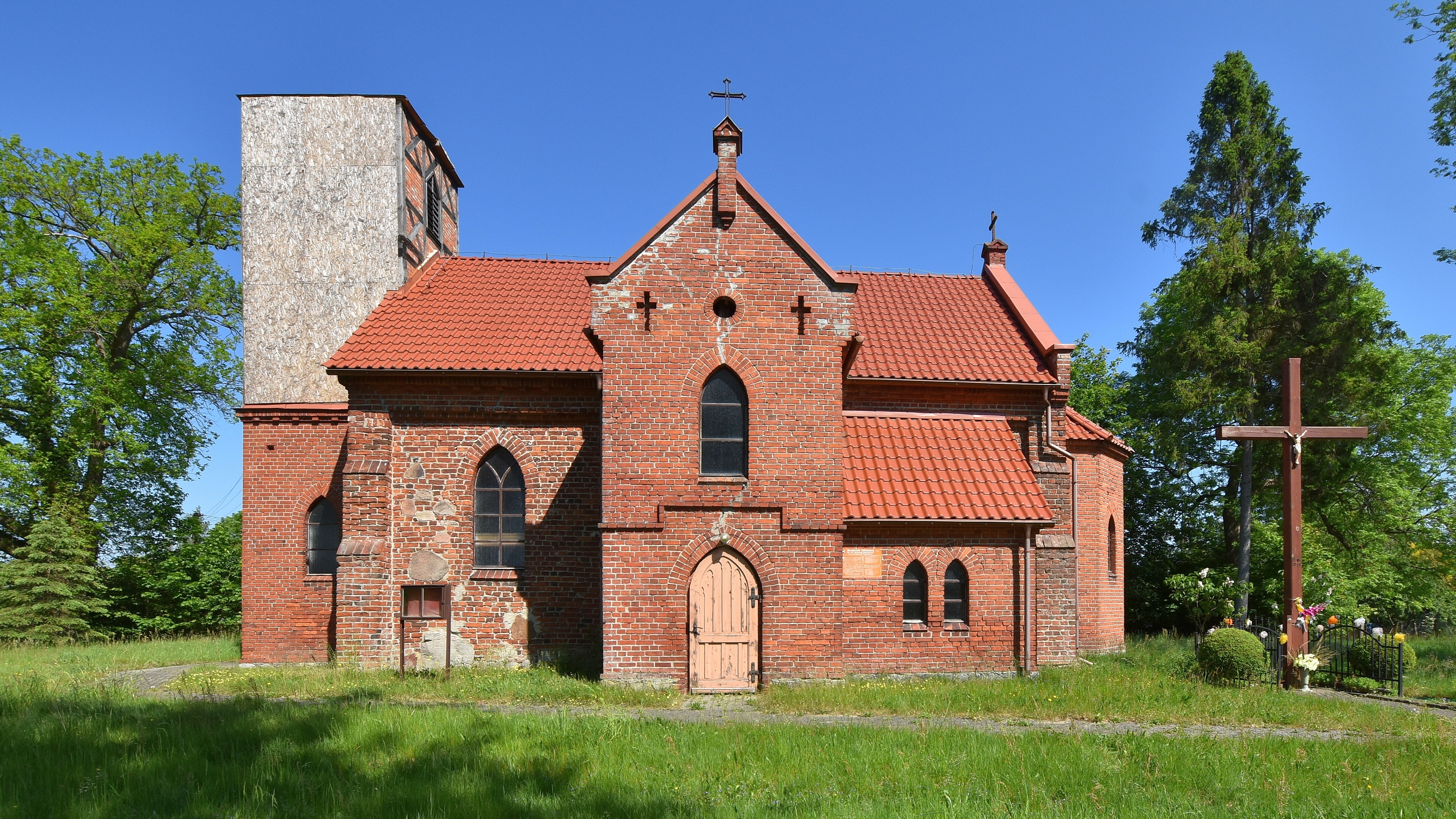
Kościół św. Antoniego Padewskiego

Strzelino (kaszb. Strzelno lub Wieldżé Strzelëno, niem. Groß Strellin) – wieś w Polsce położona w województwie pomorskim, w powiecie słupskim, w gminie Redzikowo, położone ok. 6 km na północny zachód od Słupska.
W latach 1975–1998 miejscowość administracyjnie należała do województwa słupskiego.

## Nazwa
Nazwa, wzmiankowana po raz pierwszy w 1277, ma pochodzenie słowiańskie. Co do jej charakteru wysunięto następujące hipotezy etymologiczne:
- nazwa dzierżawcza, wyprowadzona od nazwy osobowej Strzała przy pomocy formantu -ino[7],
- nazwa topograficzna, wyprowadzona od pom. nazwy pospolitej *střel „przestrzeń” przy pomocy formantu -ino[7].

Friedrich Lorentz odnotował formę nazwy w lokalnych gwarach słowińskich: Vjẽlђė Střìe̯länɵ wraz z nazwami mieszkańców – zarówno z pominiętym formantem -ɵv-: 'Střìe̯lȯu̯n, Střìe̯lȯu̯nkă „strzelinianin, strzelinianka”, jak i w postaci pełnej: Střìe̯läńȯu̯n, Střìe̯läńȯu̯nkă „ts.”. Niemiecka nazwa Groß Strellin jest adaptacją pierwotnej nazwy słowiańskiej z wyróżnikiem groß „wielki”, odróżniającym od sąsiedniej miejscowości Klein Strellin „Strzelinko”.
Rada Języka Kaszubskiego proponuje kaszubską formę nazwy Strzelëno.

## Historia
Strzelino należy do najstarszych wsi gminy Słupsk. Jest wzmiankowane po raz pierwszy w 1277, kiedy zostało nadane w lenno rycerzowi Mirosławowi Roswarowicowi przez Mściwoja II. Roswarowic odstąpił wieś dziewię lat później na rzecz zakonu norbertanek ze Słupska, gdzie znajdowała się filia klasztoru w Białobokach. Norbertanki otrzymały również dziesięcinę z pobliskiego Włynkowa. Kolejnym wzmiankowanym właścicielem wsi był odnotowany w źródłach z 1364 Johannes Gherwyn, natomiast już w 1366 wieś została zakupiona przez miasto Słupsk.
W XV wieku zbudowano szachulcowy Kościół na planie prostokąta, przebudowany i rozbudowany w XIX wieku, dobudowano wówczas absydę oraz wieżę, w górnej partii ryglową. Z XV wieku w kościele zachowały się: granitowa chrzcielnica oraz dzwony. 
W 1700 roku ziemie Strzelina zakupił Gerd von Below. W rękach tego rodu wieś była do 1784, a ostatnim właścicielem był Franz Jacob von Below. W tym czasie istniał już jeden folwark, młyn wodny, nazywany w odróżnieniu od młyna we Włynkówku "nowym młynem" i 21 "dymów". Z końcem XVIII wieku, miejscowość przeszła w ręce rodziny Meske. W 1853 roku posiadłość zakupił, za sumę 80 000 talarów Gustav Mach. Rodzina Machów administrowała tutejszym majątkiem aż do 1945 roku - ostatnimi właścicielami byli Emil i Rudolf Machowie. W II połowie XIX wieku rodzina Machów zbudowała zespół dworski z zewnętrzną elewacją nawiązującą do budowli klasycystycznych. Z zabytkowego wyposażenia zachował się ozdobny piec kaflowy z otwartym paleniskiem, boazeria w sieni, zaś w sali konferencyjnej, bibliotece i dwóch pomieszczeniach dekoracja stiukowa.